# Oxia Colles
Oxia Colles és un grup de turons del quadrangle Oxia Palus de Mart, situat amb les coordenades planetocèntriques a 25.64 ° latitud N i 336.5 ° longitud E. Té 595.24 km de diàmetre i va rebre el nom d'un tret albedo localitzat a 25 ° latitud N i 240 ° longitud O. El nom va ser aprovat per la UAI l'any 1985. El terme "Colles" és utilitzat per turons petits o knobs.